# إم إس أواسيس أوف ذا سيز

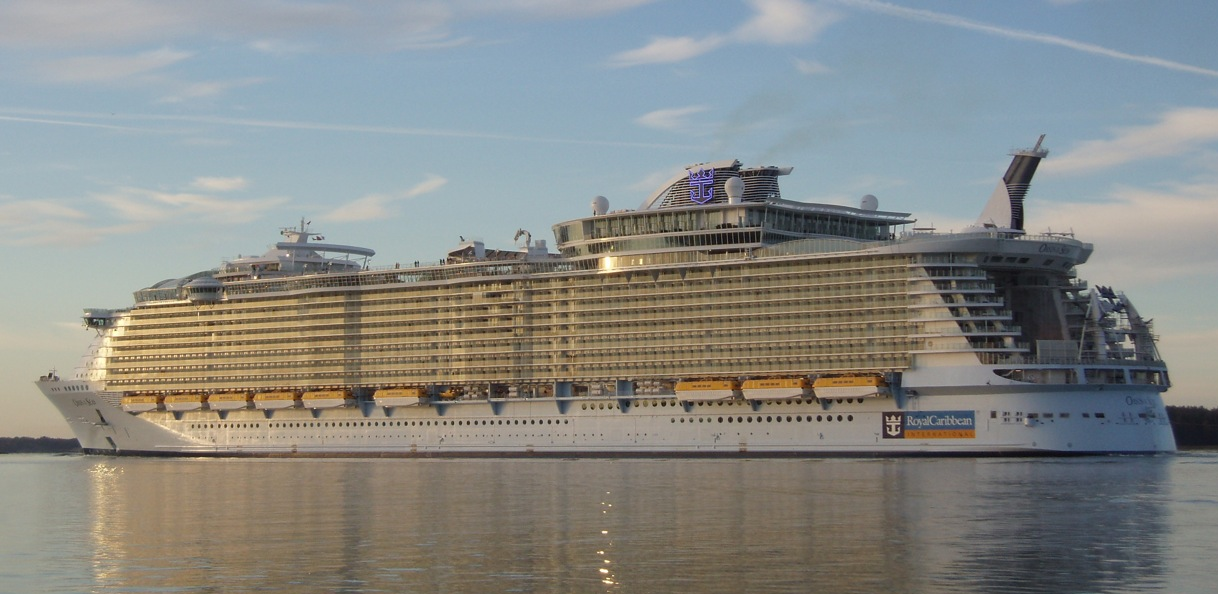
ام اس أواسيس أوف ذا سيز في 30 أكتوبر 2009.

ام اس أواسيس أوف ذا سيز (بالإنجليزية: MS Oasis of the Seas)‏ هي سفينة سياحية تعود ملكيتها إلى شركة رويال كاريبيان إنترناشيونال تم بنائها لتحل محل الباخرة فريدوم كلاس والتي تملكها ذات الشركة ولتصبح أكبر باخرة ركاب سياحية في العالم لتحل محل إم إس اندبندنس أوف ذا سيز "MS Independence of the Seas". والسفينة مسجلة في ناسو، جزر الباهاماز.
تم الانتهاء من بناء الباخرة وتجهيزها وسلمت إلى رويال كاريبيان في 28 أكتوبر 2009 وبعد يومين توجهت إلى مرفأ إفرغلادز في فورت لادردل في فلوريدا، الولايات المتحدة. ويتوقع أن تكون أول رحلة افتتاحية رسمية لها في 1 ديسمبر 2009. حيث سيكون خط سيرها ضمن البحر الكاريبي. ومن شدة ضخامة حجم الباخرة فإنه لا يمكنها عبور قناة بنما.
تحتوي أواسيس أوف ذا سي على 2.700 كابينة وبإمكانها استيعاب 6.300 راكب وطاقم مكون من 2.165 فرد. كما ستوفر العديد من المزايا الفارهة لمستخدميها من قبيل أجنحة فاخرة من طابقين بمساحات تصل إلى 150 متراً مربعاً تحوي شرفات تطل على البحر أو المتنزهات على سطح الباخرة. كما تحتوي السفينة ملعب مصغر للغولف وأربعة حمامات سباحة وملاعب للكرة الطائرة وكرة السلة، إضافة لاحتياجات ترفيهية للأطفال.
ويبلغ طول السفينة 360 متراً، فيما يبلغ ارتفاعها فوق مستوى سطح البحر 72 متراً، في حين تبلغ سرعتها 41,9 كيلومتر/ساعة.

## تاريخ
تم الشروع ببناء السفينة في فبراير 2006 وصممت تحت مسمى مشروع جينسيس "Project Genesis" وتم الانتهاء من بدنها في 12 نوفمبر 2007 في ميناء توركو، فنلندا من قبل شركة إس تي إكس يوروب "STX Europe" وهي رابع أكبر شركات بناء السفن في العالم ومقرها أوسلو، النرويج.
فيما أعلنت الشركة أن كامل مستحقات بنائها سلمت في 15 أبريل 2009. وقد تكلف بناء السفينة نحو 1.4 مليار دولار أمريكي.
أما اسم أواسيس أوف ذا سيز أو واحة البحار فقد تم اعتماده نتيجة مسابقة للتسمية في مايو 2008. وبدأ العمل في إنشاءات شقيقتها سفينة ألور أوف ذا سي والتي يتوقع أن تكون رحلتها الافتتاحية في نوفمبر 2010. ويتوقع لها أيضا أن تجوب الكاريبي انطلاقاً من فورت لادردل.
كما تنقسم أواسيس أوف ذا سيز إلى سبعة أحياء لكل حي منها خصائصه المميزة كما تحتوي السفينة على حديقة ملاهي كاملة تعد الأولى في أي سفينة على الإطلاق.

## معرض الصور

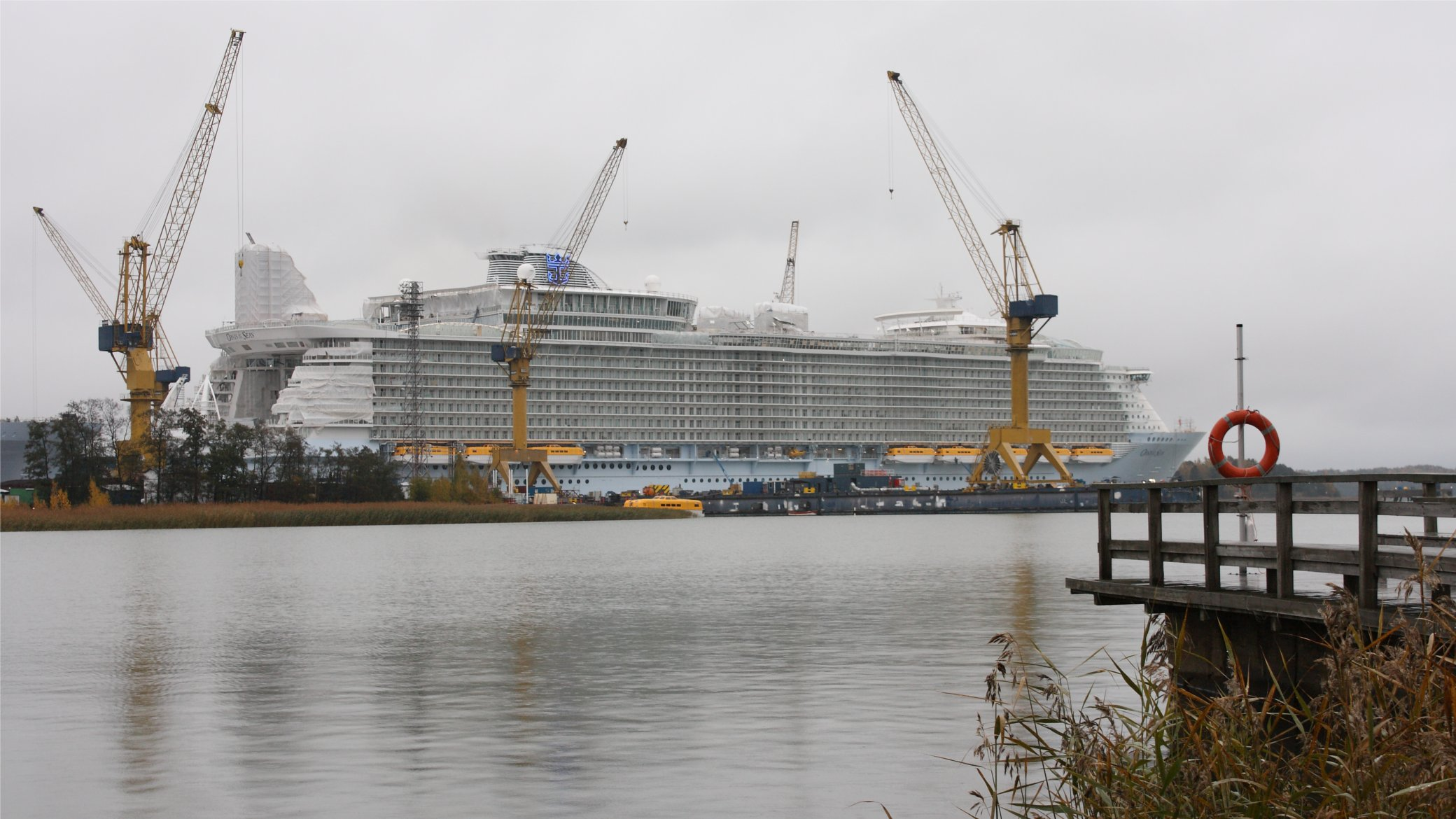
Under construction in October 2009.
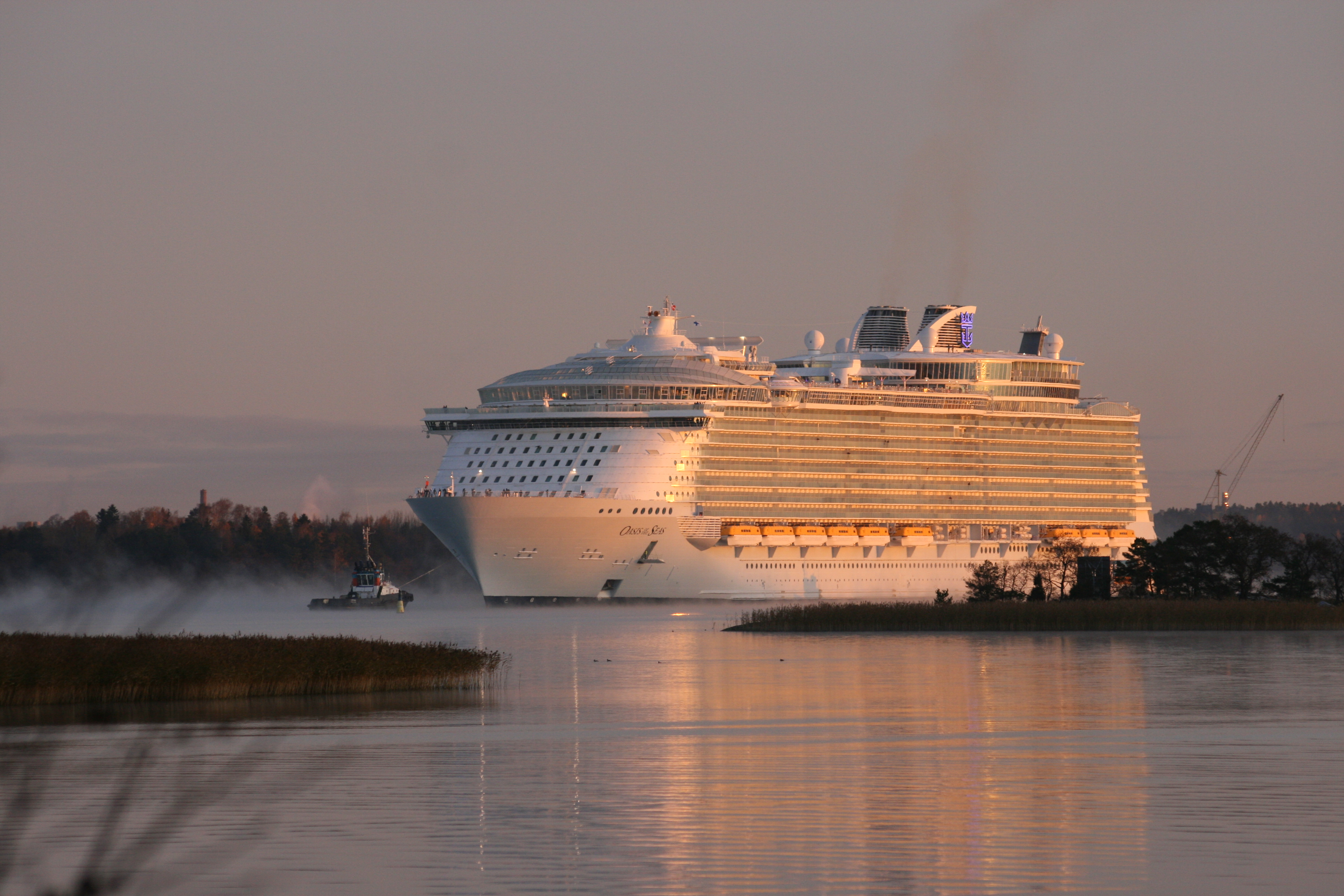
Oasis of the Seas leaving the Turku shipyard. The flue pipes are retracted, to allow the ship to clear the جسر ستوربيلت later that day.
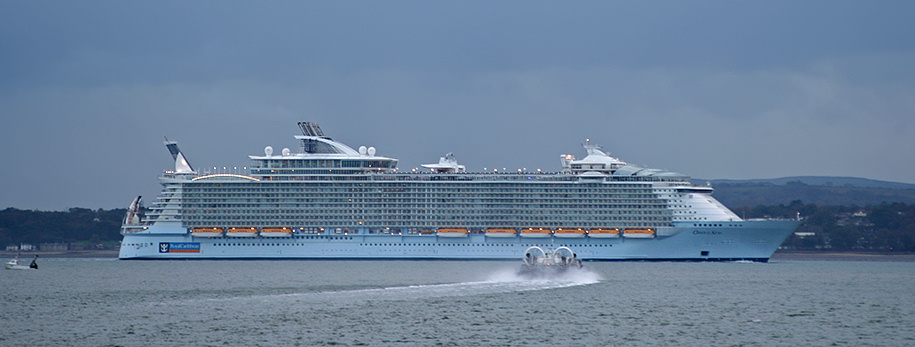
The ship inbound to the Solent at twilight on her delivery voyage to Port Everglades, to enable Finnish shipyard workers to disembark.
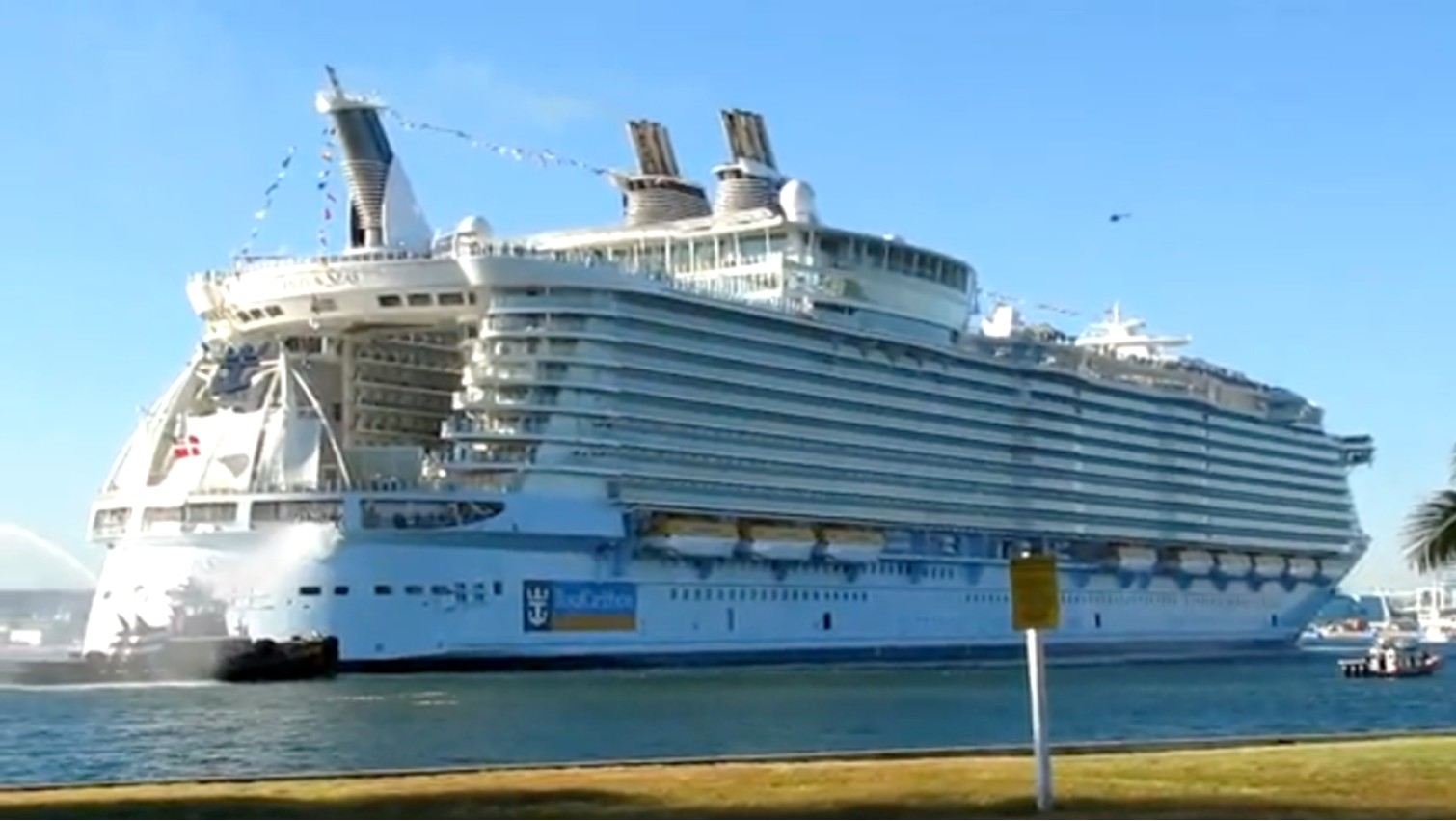
Oasis of the Seas inbound to Port Everglades, Florida, at the end of her 14-day delivery voyage from Finland.
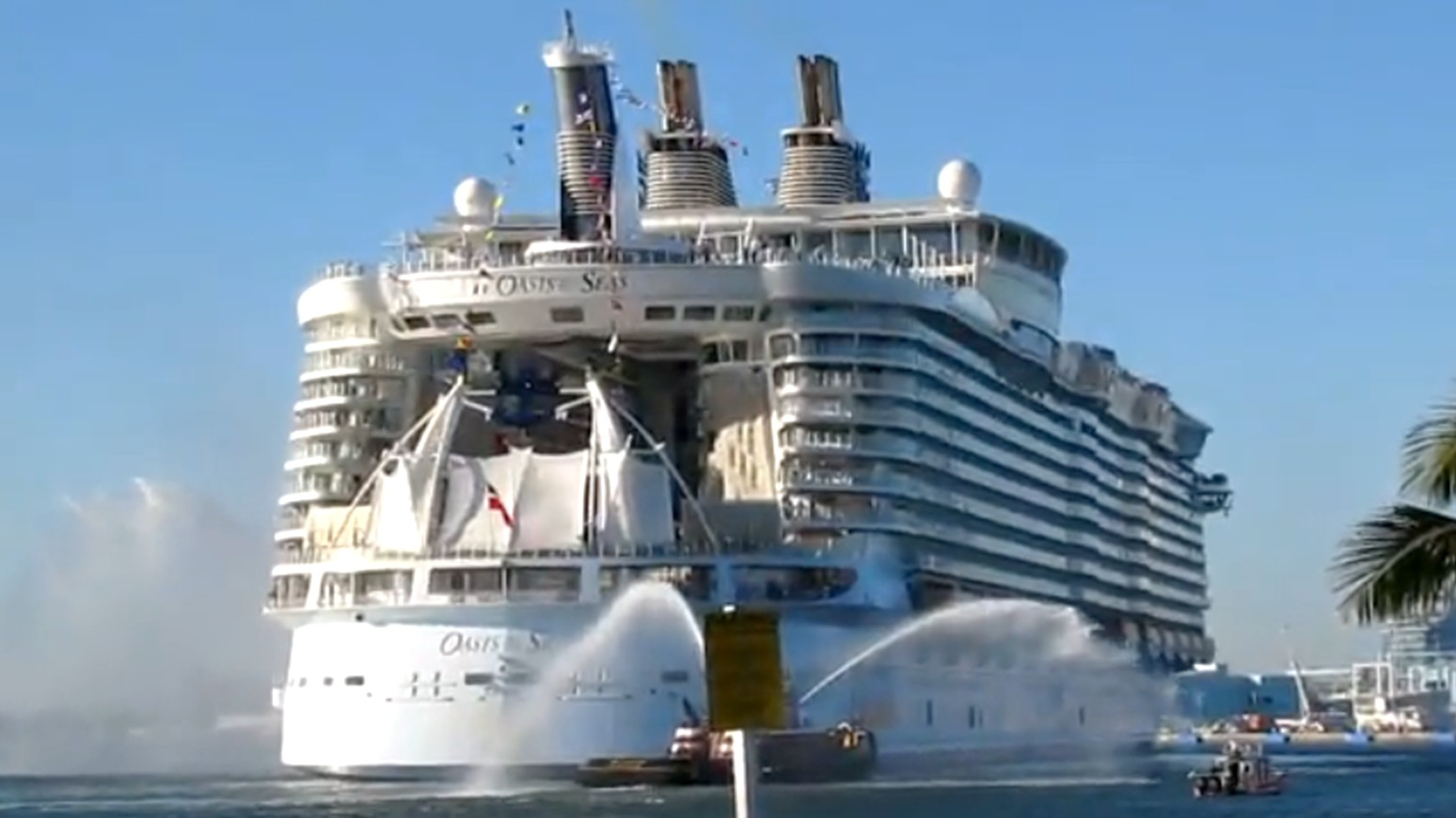
Another view of the ship entering Port Everglades after her voyage from Finland.
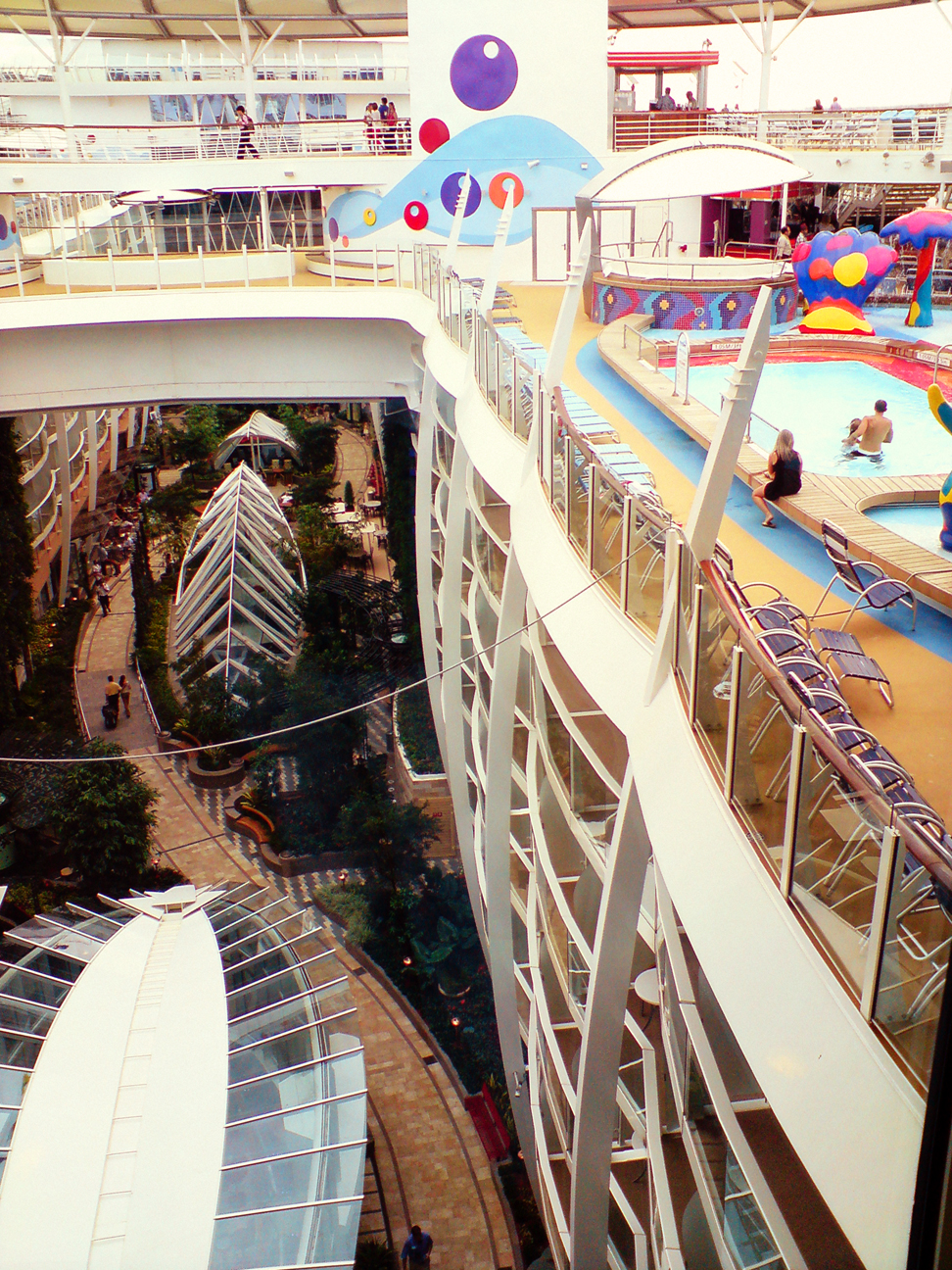
The ship's swimming pool area.
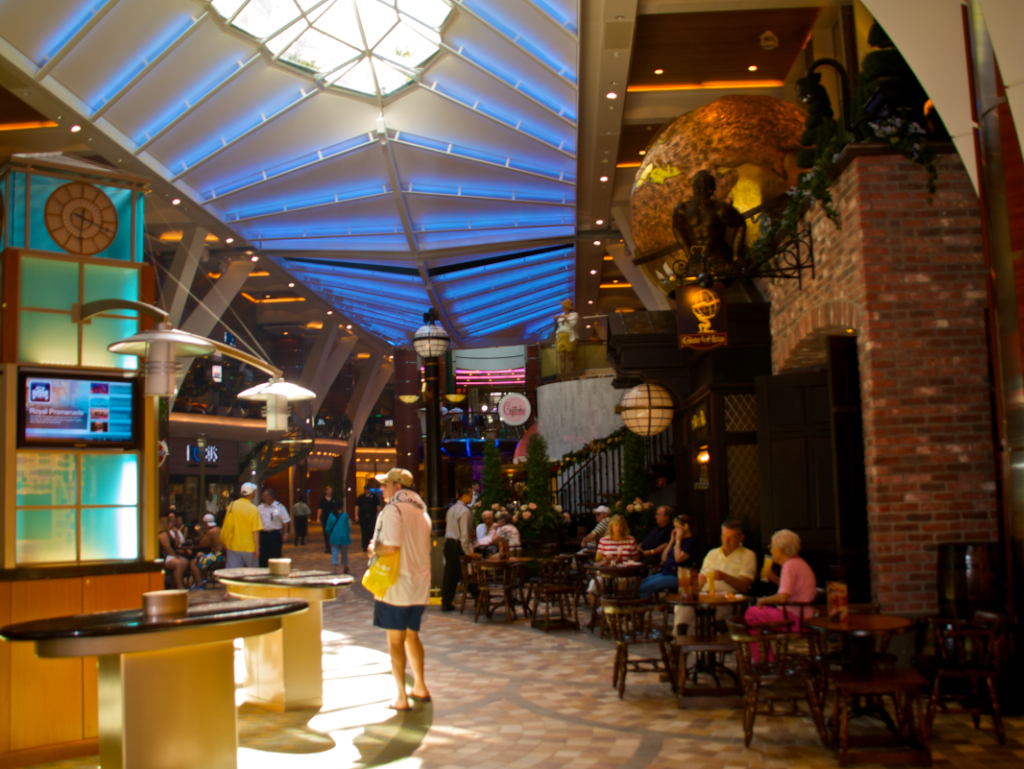
The Royal Promenade.
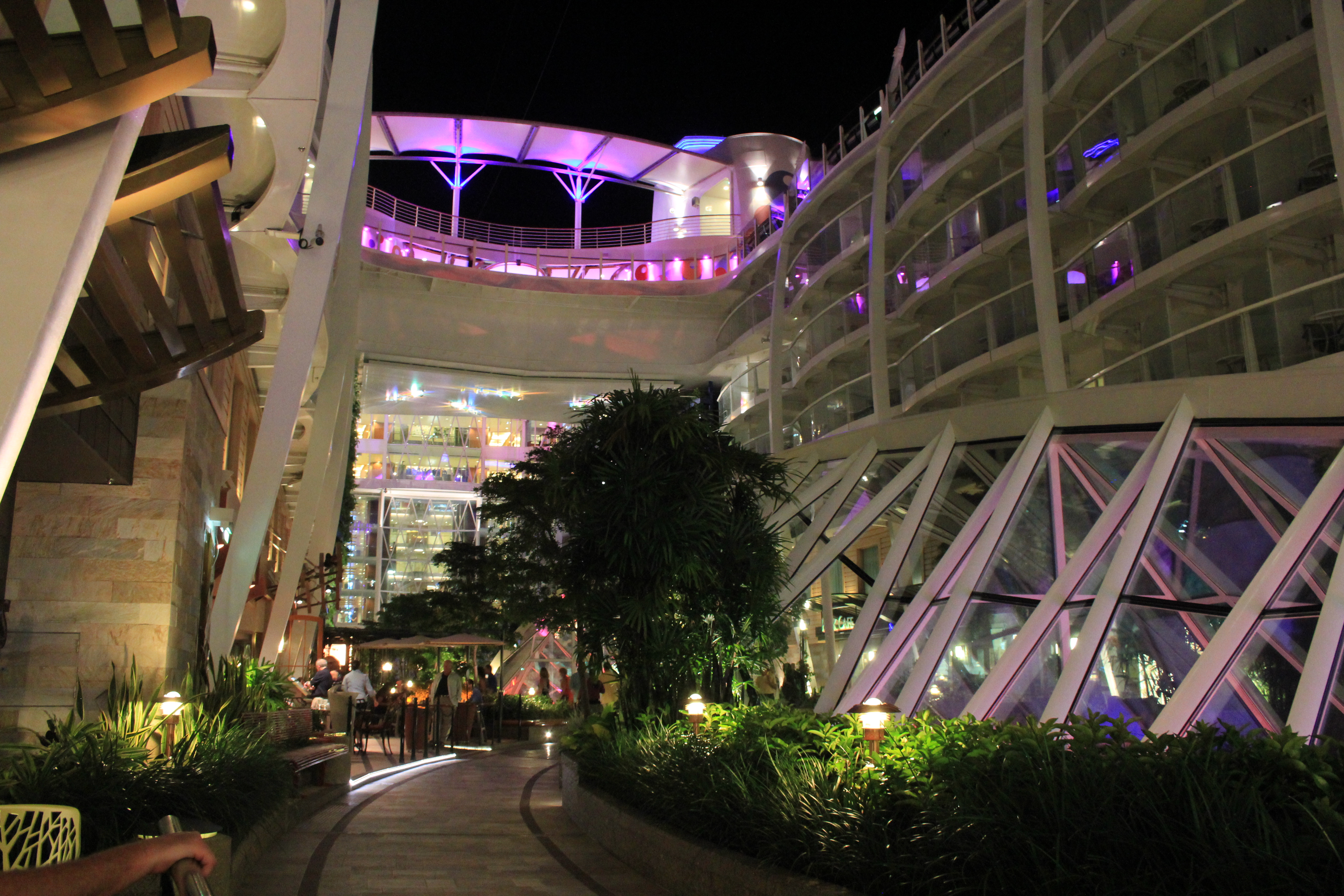
Central Park.

## وصلات خارجية
- Oasis of the Seas official website
- STX Europe official website